# 케이도마르 바예니야
케이도마르 히오바니 바예니야 산체스(스페인어: Keydomar Giovanni Vallenilla Sánchez, 1999년 5월 1일~)는 베네수엘라의 역도 선수이다. 2020년 하계 올림픽 남자 미들헤비급 은메달을 획득했으며 세계 선수권 대회에서 금메달 1개, 동메달 2개를 획득했다.